# Metodo dei nodi
In elettrotecnica e in particolare in teoria dei circuiti si definisce metodo dei nodi o più propriamente metodo dei potenziali ai nodi il procedimento risolutivo per circuiti di bipoli, sia in regime stazionario che sinusoidale, per determinare tutti i potenziali ai nodi del circuito. Si può applicare solo a reti con generatori di corrente e componenti ad ammettenza, ma in caso di reti con generatori di tensione ideali si può ricorrere ad una sua variante.
Il vantaggio principale del metodo dei potenziali ai nodi è che per una rete con {\displaystyle n} nodi e {\displaystyle l} lati richiede la soluzione di solo {\displaystyle n-1} equazioni, a differenza delle {\displaystyle n-1} equazioni ai nodi e le       {\displaystyle l-n+1} equazioni alle maglie ottenute applicando direttamente le leggi di Kirchhoff.

## Esempio
La rete in figura è composta da bipoli lineari, due generatori di corrente e cinque resistori, è quindi possibile applicare il metodo dei potenziali ai nodi. Si sceglie un nodo arbitrariamente (nel disegno il nodo in basso) e lo si assume come potenziale di riferimento, ora {\displaystyle V_{1},V_{2},V_{3}} sono le tensioni tra i nodi 1 2 3 e il nodo di riferimento. 
È possibile scrivere ogni corrente incognita della rete in funzione di {\displaystyle V_{1},V_{2},V_{3}}, {\displaystyle I_{i}} è la corrente passante per {\displaystyle R_{i}} e {\displaystyle G_{i}={\frac {1}{R_{i}}}} è la conduttanza della resistenza {\displaystyle i}
{\displaystyle I_{1}={\frac {V_{1}-V_{3}}{R_{1}}}=G_{1}(V_{1}-V_{3})}
{\displaystyle I_{2}={\frac {V_{1}-V_{2}}{R_{2}}}=G_{2}(V_{1}-V_{2})}
{\displaystyle I_{3}={\frac {V_{2}-V_{3}}{R_{3}}}=G_{3}(V_{2}-V_{3})}
{\displaystyle I_{4}={\frac {V_{2}}{R_{4}}}=G_{4}V_{2}}
applicando la Legge di Kirchhoff ai nodi sappiamo che 
{\displaystyle \left\{{\begin{matrix}+J_{1}&-I_{1}&-I_{2}&=&0\\+I_{2}&-I_{3}&-I_{4}&=&0\\+J_{2}&+I_{1}&+I_{3}&=&0\\\end{matrix}}\right.}
che combinato con le relazioni trovate prima per le correnti incognite
{\displaystyle \left\{{\begin{matrix}J_{1}&-G_{1}(V_{1}-V_{3})&-G_{2}(V_{1}-V_{2})&=&0\\G_{2}(V_{1}-V_{2})&-G_{3}(V_{2}-V_{3})&-G_{4}V_{2}&=&0\\J_{2}&G_{1}(V_{1}-V_{3})&G_{3}(V_{2}-V_{3})&=&0\\\end{matrix}}\right.}
Riordinando il sistema per {\displaystyle V_{1},V_{2},V_{3}}
{\displaystyle \left\{{\begin{matrix}(-G_{1}-G_{2})V_{1}&+G_{2}V_{2}&+G_{1}V_{3}&=&-J_{1}\\(G_{2})V_{1}&(-G_{2}-G_{3}-G_{4})V_{2}&+G_{3}V_{3}&=&0\\G_{1}V_{1}&+G_{3}V_{2}&(-G_{1}-G_{3})V_{3}&=&-J_{2}\\\end{matrix}}\right.}
queste sono tre equazioni linearmente indipendenti di tre variabili. Non resta che risolvere il sistema e trovare le tensioni ai nodi da cui si ricavano tutte le correnti incognite. In regime sinusoidale il metodo è analogo: utilizza il calcolo simbolico e le ammettenze invece delle conduttanze.

## Caso generale
La rete ha n nodi, siano {\displaystyle V_{1},V_{2}...V_{n-1}} le tensioni ai nodi.
Il metodo dei potenziali ai nodi consiste nel risolvere il sistema in forma matriciale
{\displaystyle {\begin{bmatrix}a_{1,1}&a_{1,2}&\cdots &a_{1,(n-1)}\\a_{2,1}&a_{2,2}&\cdots &a_{2,(n-1)}\\\vdots &\vdots &\ddots &\vdots \\a_{(n-1),1}&a_{(n-1),2}&\cdots &a_{(n-1),(n-1)}\end{bmatrix}}{\begin{bmatrix}V_{1}\\V_{2}\\\vdots \\V_{n-1}\end{bmatrix}}={\begin{bmatrix}b_{1}\\b_{2}\\\vdots \\b_{m}\end{bmatrix}}}
dove
{\displaystyle a_{i,i}=+\sum } conduttanze che convergono al nodo {\displaystyle i}
{\displaystyle i\neq j,a_{i,j}=-\sum } conduttanze tra il nodo {\displaystyle i} e il nodo {\displaystyle j}
{\displaystyle b_{i}=+\sum } correnti dei generatori di corrente che convergono al nodo {\displaystyle i}

## Metodo dei potenziali ai nodi modificato
Esiste un'estensione al metodo dei potenziali ai nodi che permette di risolvere circuiti con generatori ideali di tensione; tale metodo però richiede la soluzione di un sistema di {\displaystyle (N-1)+E} equazioni, dove {\displaystyle E} è il numero di generatori ideali di tensione, per cui è vantaggioso fintanto che {\displaystyle E<L-2(N-1)} , visto che le equazioni di Kirchhoff delle tensioni sono {\displaystyle L-(N-1)} e le equazioni dei potenziali ai nodi sono {\displaystyle N-1}.

## Esempio
Per prima cosa è conveniente sostituire tutti i generatori di tensione reali (cioè in serie con una resistenza) con i rispettivi generatori equivalenti di Norton, nel nostro caso il nuovo generatore {\displaystyle J_{2}={\frac {E_{1}}{R_{3}}}}
ora si scrivono tutte le equazioni ai nodi in funzione delle tensioni {\displaystyle V_{1},V_{2},V_{3}} e della corrente incognita {\displaystyle I_{E_{2}}} che attraversa il generatore {\displaystyle E_{2}}. A queste equazioni va aggiunta l'equazione che lega la tensione generata da {\displaystyle E_{2}} con i potenziali ai suoi capi.
{\displaystyle \left\{{\begin{matrix}J_{1}&-G_{4}(V_{1}-V_{2})&-G_{5}(V_{1}-V_{3})&=&0\\G_{4}(V_{1}-V_{2})&-G_{2}V_{2}&-I_{E_{2}}&=&0\\G_{5}(V_{1}-V_{3})&+I_{E_{2}}&-J_{2}&-G_{3}V_{3}&=&0\\V_{3}&-V_{2}&=&E_{2}\\\end{matrix}}\right.}
riordinando per {\displaystyle V_{1},V_{2},V_{3},I_{E_{2}}} e scrivendo in forma matriciale
{\displaystyle {\begin{bmatrix}-G_{4}-G_{5}&G_{4}&G_{5}&0\\G_{4}&-G_{2}-G_{4}&0&-1\\G_{5}&0&-G_{3}-G_{5}&1\\0&-1&1&0\end{bmatrix}}{\begin{bmatrix}V_{1}\\V_{2}\\V_{3}\\I_{E_{2}}\end{bmatrix}}={\begin{bmatrix}-J_{1}\\0\\J_{2}\\E_{2}\end{bmatrix}}}
e non resta che risolvere il sistema.